# توم إينيس
توم إينيس (بالإنجليزية: Tom Innes)‏ هو عالم، وأحد أوائل موظفي إنتل. تقاعد يوم 31 ديسمبر 1998 بعد ثلاثون عامًا و22 يومًا، يعرف بكونه مصمم معالج إنتل 4040.